# Théâtre Molière (Paris)
Le théâtre Molière  est une salle de spectacles parisienne située passage Molière au 157 rue Saint-Martin dans le 3e arrondissement de Paris.
C'est un théâtre à l'italienne fondé en 1791 inscrit à l’inventaire supplémentaire des monuments historiques. 
Il abrite depuis 1995 la Maison de la Poésie de la Ville de Paris.

## Historique
Le théâtre Molière a été fondé en 1791 par Jean François Boursault-Malherbe. La salle est inaugurée le 18 juin 1791 avec une représentation du Misanthrope. Boursault y fait jouer les pièces révolutionnaires de Ronsin, notamment La Ligue des fanatiques et des tyrans.
Le théâtre ferme après la journée du 10 août 1792, mais Boursault reste propriétaire de l’immeuble. Les directeurs se succèdent et le théâtre change souvent de nom : théâtre des Sans-culottes, théâtre de la rue Saint-Martin, théâtre des Artistes en société ou théâtre des Amis des arts et de l’Opéra-Comique, théâtre des Variétés nationales et étrangères.  Vers 1806, le théâtre connaît un moment de grand succès grâce à la renommée des auteurs qui y sont joués, en particulier Sheridan et Goldoni.
En 1807, le théâtre devient salle de culture physique, d’armes, de concerts, de banquets, de bals.
En 1831, des travaux importants sont entrepris et le théâtre est rouvert. Une nouvelle entrée est créée sur la rue Quincampoix. Les directeurs se succèdent à nouveau. Après des années de désaffection, la salle est utilisée en 1848 par le Club patriotique du 7e arrondissement, puis pour des réunions politiques. À l’abandon complet, le théâtre tombe dans l’oubli pendant plus d’un siècle. Il est loué à des commerçants qui le démantèlent.
En 1974, le théâtre Molière est inscrit à l’inventaire supplémentaire des monuments historiques. La Ville de Paris acquiert le bâtiment et le restaure complètement. La salle actuelle restitue l'architecture originale des théâtres du XVIIIe siècle. D'une capacité d'accueil de 189 spectateurs, elle est surmontée d'une coupole et comprend un parterre en gradins et deux balcons.
En 1995, la Ville de Paris y installe la Maison de la poésie, dirigée jusqu'en 2006 par Michel de Maulne, puis par Claude Guerre et actuellement par Olivier Chaudenson, nommé en octobre 2012.

## Transports
- Ce site est desservi par la station de métro Rambuteau.